# Eske Willerslev
Eske Willerslev (Gentofte, 5 giugno 1971) è un antropologo e biologo danese,attualmente titolare della Prince Philip Professorship in Ecology and Evolution presso l'Università di Cambridge, e della Lundbeck Foundation Professorship in Evolution presso l'Università di Copenhagen.
È direttore del Centre of Excellence in GeoGenetics, ricercatore associato presso il Wellcome Trust Sanger Institute e professorial fellow presso il St John's College di Cambridge. Willerslev è socio straniero della National Academy of Sciences (USA) e detiene l'Ordine del Dannebrog, conferito da Sua Maestà,Margherita II di Danimarca nel 2017.

## Biografia
Willerslev è nato a Gentofte, a nord di Copenaghen, figlio dello storico Richard Willerslev e dell'insegnante Lona Loell Willerslev, e fratello gemello identico dell'antropologo Rane Willerslev. Ha frequentato il ginnasio di Ordrup.
Prima di diventare uno scienziato, Willerslev ha condotto diverse spedizioni in Siberia all'inizio degli anni '90 con il fratello gemello, raccogliendo materiale etnografico e resti di scheletri di megafauna che sono conservati al Moesgaard Museum in Danimarca (la più grande collezione etnografica siberiana in Danimarca). 
Willerslev ha consegnato la sua tesi di dottorato e ha ottenuto il titolo di Dottore in Scienze presso l'Università di Copenhagen nel 2004.
Si è trasferito all'Università di Oxford come Wellcome Trust Fellow indipendente, ed è diventato professore ordinario all'Università di Copenhagen all'età di 33 anni. 
Nel 2015 Willerslev ha assunto la cattedra Prince Philip in Ecologia ed Evoluzione presso il Dipartimento di Zoologia dell'Università di Cambridge. 
Willerslev è membro associato straniero della National Academy of Sciences (USA), membro eletto della Royal Danish Academy of Sciences and Letters (Accademia reale danese delle scienze e delle lettere), e dottore onorario presso l'Università di Oslo e l'Università di Tartu, in Estonia. È stato inoltre insignito dell'Ordine del Dannebrog (conferito da Sua Maestà la Regina Margherita II di Danimarca).
È stato professore in visita presso l'Università di Oxford, Regno Unito, e Visiting Miller Professor presso la UC Berkeley.

### Riconoscimenti
Ha ricevuto diversi riconoscimenti, tra cui il Premio Antiquity per il miglior articolo della rivista Antiquity nel 2009, il Premio Major EliteForsk del Danish Independent Research Council, il Premio Rosenkjær  e il Premio Genius (Geniusprisen) dei giornalisti scientifici danesi per "un'impressionante serie di successi di ricerca sotto gli occhi del pubblico, combinati con un tour-de-force unico attraverso l'università".
Nel 2023 gli è stato assegnato il Premio Balzan.